# Amore argentino
Amore argentino (Argentine Love) è un film muto del 1924 prodotto e diretto da Allan Dwan.

## Trama
Emanuel García, il sindaco della città argentina di Alcorta, mentre sua figlia Consuelo è in visita negli Stati Uniti, organizza per lei il matrimonio con Juan Martin in cambio del sostegno finanziario del futuro genero. Quando però Consuelo ritorna a casa, non è felice della scelta di suo padre perché lei, nel frattempo, si è innamorata di Philip Sears, un ingegnere che è venuto a lavorare in Argentina. Al suo rifiuto di sposarlo, Juan Martin si ritiene offeso, anche perché lei non gli dà alcuna spiegazione. L'uomo, geloso e vendicativo, uccide Rafael Cornejo, il figlio di un senatore che si era messo a flirtare con la giovane. La gente di Alcorta, allora, insorge contro Consuelo, ritenendola responsabile della morte di Rafael. Malmenata dalla folla, Consuelo viene salvata dall'intervento di Philip che l'aiuta a fuggire insieme a Juan. La donna, infatti, temendo che il suo focoso innamorato latino possa uccidere anche Philip, finge di amare l'uomo che il padre vuole farle sposare. Arrivati alla frontiera - dove Philip li lascia - Consuelo confessa la verità a Juan e, pur non amandolo, promette di mantenere il patto di sposarlo. Juan, colpito dal comportamento cavalleresco dell'ingegnere, si fa da parte, lasciando libera Consuelo. Poi, si mette in viaggio per ritornare ad Alcorta dove vuole costituirsi. Ma non riuscirà ad arrivarci mai perché cadrà ucciso dal senatore Cornejo, il padre di Rafael.

## Produzione
Il film fu prodotto da Allan Dwan per la Famous Players-Lasky Corporation.

## Distribuzione
Il copyright del film, richiesto dalla Famous Players-Lasky Corp., fu registrato il 2 dicembre 1924 con il numero LP20844.
Distribuito dalla Paramount Pictures, il film venne presentato in prima a New York il 22 dicembre 1924, uscendo poi nelle sale il 29 dicembre. In Finlandia, venne distribuito l'11 gennaio 1926.

### Censura
Il film fu distribuito in Italia dalla Paramount nel 1925 con il visto di censura numero 20924 che riportava la dizione "approvata con riserva". Vi sono segnalate le scene da censurare: "Togliere la scena del duello con i pugnali, compresa tra le didascalie: "Vi consiglio di raggiungere i vostri amici ecc." - "Lo avete ucciso" per la comprensibilità del fatto, basta l'accenno all'inizio del duello , quando i due avversari mettono mano alle armi, o l'arrivo di Consuelo quando uno dei due è già caduto trafitto. (indice 1922-1925)".